# Acanthuridae
Acanthuridae é uma família de peixes perciformes da subordem Acanthuroidei, que inclui os peixes-cirurgião e os peixes-unicórnio. O grupo surgiu no Eocénico.
A família Acanthuridae é exclusivamente marinha e habita águas tropicais, sobretudo junto a recifes de coral. Há cerca de 72 espécies de acanturídeos, classificadas em seis géneros, dos quais cindo habitam o Indo-Pacífico enquanto que apenas dois são encontrados no Oceano Atlântico.
Muitas espécies são bastante coloridas e populares em aquarismo.

## Géneros e espécies
Existem cerca de oitenta espécies repartidas em seis géneros:
- Acanthurus
- Ctenochaetus
- Naso
- Paracanthurus
- Prionurus
- Zebrasoma